# Gustave-Marcellin Armingeat
Gustave-Marcellin Armingeat, francoski general, * 1881, † 1947.